# 手限
手限（てぎり）とは、江戸時代において、ある役人（機関）が他の役人（機関）が関与することなく、独自の判断で事柄を処理できる権限を指す。

## 概要
手限には大きく分けて手限吟味（てぎりぎんみ）と手限仕置（てぎりしおき）があった。前者は捜査を行ったり裁判を開いたりする権限に関するもので、後者は判決を下して刑罰を与える権限に関するものである。また、民事訴訟を含めた裁判の場合には手限公事（てぎりくじ）と称した（これに対して評定所で行われる審理を「評定公事」、同役奉行衆の合議によって判断が下されるものを「内寄合公事」と呼んだ）。
手限は当該の役人・機関の管轄や領主として持つ所領の範囲によって認められる権限に差が生じる。更に事例によっては手限吟味は行えても手限仕置は出来ない事件もあり、その場合には裁判は開けずに権限のある上級の機関に被告人を移送して裁判を行った。なお、同一役人の管轄内であっても手限の範囲から外れる場合もある。例えば、勘定奉行は自己の支配下内であっても原告と被告の所属する支配代官が異なる場合には内寄合公事の扱いとなった。
大名に関しては元禄10年（1697年）に出された自分仕置令によって、領内で発生した事件に関しては吟味・仕置ともに江戸幕府の許可を必要としないものとされた（他領も関係する事件については、幕府に吟味願を出すこととされていたが、後に相手藩側との合意で代替されるようになった）。
一方、旗本については、明和年間（1764年 - 1772年）までは領内において死罪を課す際に幕府に届け出る必要がある程度であったが、寛政年間（1789年 - 1801年）までに永牢以上の手限仕置権を幕府に接収され、手限吟味権についても獄門以上の刑罰が課せられる可能性のある事件に関しては手限吟味権もないものとされた。
また、裁判を管轄する役職にも手限があった。例えば、江戸にいた三奉行（江戸町奉行・寺社奉行・勘定奉行）は中追放までは手限仕置が可能であったが、重追放以上の場合は老中に伺いを立て評定所にて是非を決定して老中の裁決を得た（なお、三奉行は全て評定所の一員であったが、当該案件に関しては参加が認められていなかった）。さらに遠島・死刑の場合には将軍の裁決も要した。